# Jerzy Słowiński (generał)
Jerzy Słowiński (ur. 21 czerwca 1946 w Ostrowcu Świętokrzyskim) – generał dywizji Wojska Polskiego.

## Życiorys
W latach 1963–1966 był podchorążym Oficerskiej Szkoły Wojsk Zmechanizowanych im. Tadeusza Kościuszki we Wrocławiu. Po ukończeniu szkoły i promocji został przydzielony do 42 pułku zmechanizowanego w Żarach i wyznaczony na stanowisko dowódcy plutonu piechoty zmotoryzowanej. Po dwóch latach powierzono mu dowodzenie kompanią piechoty zmotoryzowanej. W 1971 roku został wyznaczony na stanowisko szefa sztabu batalionu. W następnym roku awansował na kapitana, został przeniesiony do 11 pułku zmechanizowanego w Krośnie Odrzańskim i objął dowództwo batalionu piechoty. W latach 1973–1976 był słuchaczem Akademii Wojskowej im. Michaiła Frunzego w Moskwie. 
W latach 1976–1977 pełnił służbę na stanowisku adiunkta w Katedrze Sztuki Operacyjnej Akademii Sztabu Generalnego im. gen. Karola Świerczewskiego w Rembertowie oraz odbył praktyki na stanowisku szefa sztabu w 17 pułku zmechanizowanym w Międzyrzeczu i 8 pułku czołgów średnich w Żaganiu. 1977 roku został wyznaczony na stanowisko dowódcy 42 pułku zmechanizowanego w Żarach. W 1980 roku został szefem sztabu - zastępcą dowódcy 11 Drezdeńskiej Dywizji Pancernej w Żaganiu. 
W latach 1982–1984 był słuchaczem Wojskowej Akademii Sztabu Generalnego Sił Zbrojnych ZSRR im. Klimenta Woroszyłowa w Moskwie. Po powrocie do kraju objął dowództwo 12 Dywizji Zmechanizowanej im. Armii Ludowej w Szczecinie. Dowodzona przez niego dywizja została wyróżniona mianem przodującego związku taktycznego Wojska Polskiego. Po trzech latach został przeniesiony na równorzędne stanowisko dowódcy 1 Warszawskiej Dywizji Zmechanizowanej w Legionowie. Na tym stanowisku 11 października 1988 roku na mocy uchwały Rady Państwa otrzymał nominację na stopień generała brygady. 
W 1989 roku został wyznaczony na stanowisko zastępcy dowódcy Warszawskiego Okręgu Wojskowego w Warszawie. W 1992 roku został szefem Departamentu Wychowania MON. W latach 1995–1999 był attaché wojskowym w Kairze. W okresie od 1 sierpnia 2000 roku do 30 lipca 2003 roku był Komendantem Głównym Żandarmerii Wojskowej. W sierpniu 2001 otrzymał od prezydenta Aleksandra Kwaśniewskiego nominację na stopień generała dywizji. Od 2019 prezes Klubu Generałów Wojska Polskiego. 

## Odznaczenia i wyróżnienia
- Krzyż Kawalerski Orderu Odrodzenia Polski (1985)
- Krzyż Oficerski Orderu Odrodzenia Polski (1992)
- Złoty Krzyż Zasługi (1978)
- Złoty Medal „Siły Zbrojne w Służbie Ojczyzny” (1986)
- Srebrny Medal Siły Zbrojne w Służbie Ojczyzny
- Brązowy Medal Siły Zbrojne w Służbie Ojczyzny
- Złoty Medal Za zasługi dla obronności kraju (1982)
- Srebrny Medal Za zasługi dla obronności kraju
- Brązowy Medal Za zasługi dla obronności kraju
- Medal jubileuszowy „70 lat Sił Zbrojnych ZSRR” (Związek Radziecki, 1988)[4]
- Medal „Za umacnianie braterstwa broni” (ZSRR, 1989)[5]
- List gratulacyjny od Prezydenta RP